# کریسپین بونهام کارتر
کریسپین بونهام کارتر (انگلیسی: Crispin Bonham-Carter؛ زادهٔ ۲۳ سپتامبر ۱۹۶۹) یک بازیگر اهل بریتانیا است. وی از سال ۱۹۹۲ میلادی تاکنون مشغول فعالیت بوده‌است.
از فیلم‌ها یا برنامه‌های تلویزیونی که وی در آن نقش داشته است، می‌توان به ریحان، هواردز اند و ویکتوریا و آلبرت اشاره کرد.